# Eluf Dalgaard

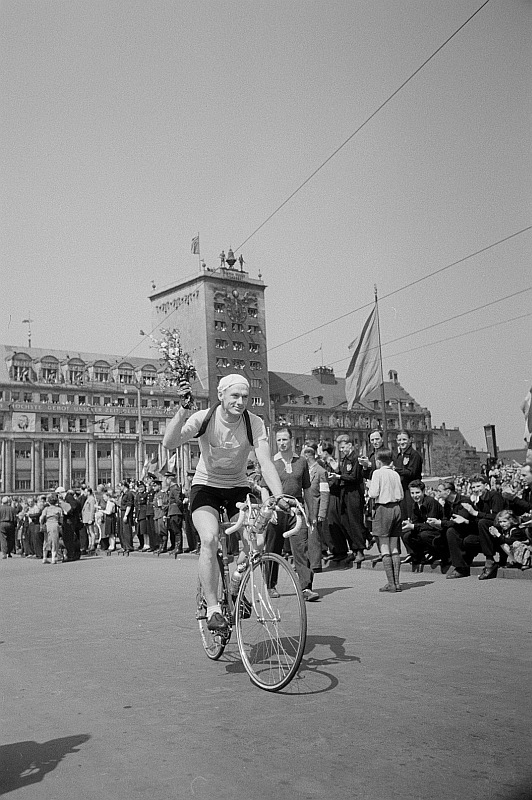
Eluf Dalgaard bei der Friedensfahrt 1954

Eluf Dalgaard (* 26. Mai 1929 in Vejle, Dänemark; † 12. September 2004 ebenda) war ein dänischer Radrennfahrer.

## Sportliche Laufbahn
In Vejle arbeitete er auf einem Schlachthof (bis 1952). Mit dem Radsport begann er 1948.
- 1952 wurde er dänischer Meister der Einzelverfolgung (4 km) auf der Bahn und gewann die schwedische Sechs-Tage-Fahrt.
- 1954 konnte er die Internationale Friedensfahrt gewinnen. 1957 startete er dort erneut und wurde 21.
- 1955 und 1956 siegte er im Skandisloppet, dem ältesten schwedischen Eintagesrennen.
- 1958 nahm er an der Tour de France teil.
- bei den UCI-Weltmeisterschaften in Lugano belegte er 1953 den 6. Platz.[1]

Ab Herbst 1952 arbeitete er in Uppsala (Schweden) als Fahrradmonteur. Dort gewann er 1953 und 1954 das Solleröloppet.
Er wechselte in den Jahren 1958 und 1959 zwischen den Teams Monark und Crescent.

## Palmarès
| Jahr | Erfolg | Erfolg                                                        | Rennen                                                        |
| ---- | ------ | ------------------------------------------------------------- | ------------------------------------------------------------- |
| 1951 | Sieger | 6. Etappe                                                     | Sechs-Tage (Schweden)                                         |
| 1952 | Sieger | Gesamtwertung                                                 | Sechs-Tage (Schweden)                                         |
| 1953 | Sieger | Nationalmeisterschaft, Bahn, Verfolgung, Dänemark             | Nationalmeisterschaft, Bahn, Verfolgung, Dänemark             |
| 1953 | 2.     | Nordische Meisterschaft, Straße, Oslo                         | Nordische Meisterschaft, Straße, Oslo                         |
| 1953 | Sieger | Nordische Meisterschaft, Bahn, Mannschaftswertung, Oslo       | Nordische Meisterschaft, Bahn, Mannschaftswertung, Oslo       |
| 1954 | 2.     | Nordische Meisterschaft, Straße, Helsinki                     | Nordische Meisterschaft, Straße, Helsinki                     |
| 1954 | Sieger | 5. Etappe                                                     | Friedensfahrt                                                 |
| 1954 | Sieger | Gesamtwertung                                                 | Friedensfahrt                                                 |
| 1955 | Sieger | Nordische Meisterschaft, Bahn, Mannschaftswertung, Kopenhagen | Nordische Meisterschaft, Bahn, Mannschaftswertung, Kopenhagen |
| 1955 | Sieger | 2. Etappe, Teil b                                             | Sechs-Tage (Schweden)                                         |
| 1956 | Sieger | 1. Etappe                                                     | Sechs-Tage (Schweden)                                         |
| 1956 | Sieger | 2. Etappe                                                     | Sechs-Tage (Schweden)                                         |
| 1957 | Sieger | 1. Etappe                                                     | Sechs-Tage (Schweden)                                         |
| 1957 | Sieger | 2. Etappe                                                     | Sechs-Tage (Schweden)                                         |
| 1957 | Sieger | 3. Etappe                                                     | Sechs-Tage (Schweden)                                         |
| 1957 | Sieger | Nationalmeisterschaft, Bahn, Verfolgung, Dänemark             | Nationalmeisterschaft, Bahn, Verfolgung, Dänemark             |
| 1958 | 3.     | Nationalmeisterschaft, Bahn, Verfolgung, Dänemark             | Nationalmeisterschaft, Bahn, Verfolgung, Dänemark             |